# Muñopedro
Muñopedro ist ein Ort und eine Gemeinde (municipio) mit 309 Einwohnern (Stand: 2024) in der zentralspanischen Provinz Segovia in der Autonomen Region Kastilien-León. Neben dem Hauptort Muñopedro gehören die Ortschaften Peromingo und Moñibas zur Gemeinde.

## Lage und Klima
Muñopedro liegt in der kastilischen Meseta in ca. 1020 m Höhe ungefähr 38 Kilometer (Fahrtstrecke) westsüdwestlich der Provinzhauptstadt Segovia. Das Klima ist gemäßigt bis warm; Regen fällt mit Ausnahme der trockenen Sommermonate übers Jahr verteilt.

## Bevölkerungsentwicklung
| Jahr      | 1970 | 1981 | 1991 | 2001 | 2011 | 2021 |
| Einwohner | 661  | 519  | 420  | 394  | 324  | 315  |

## Sehenswürdigkeiten

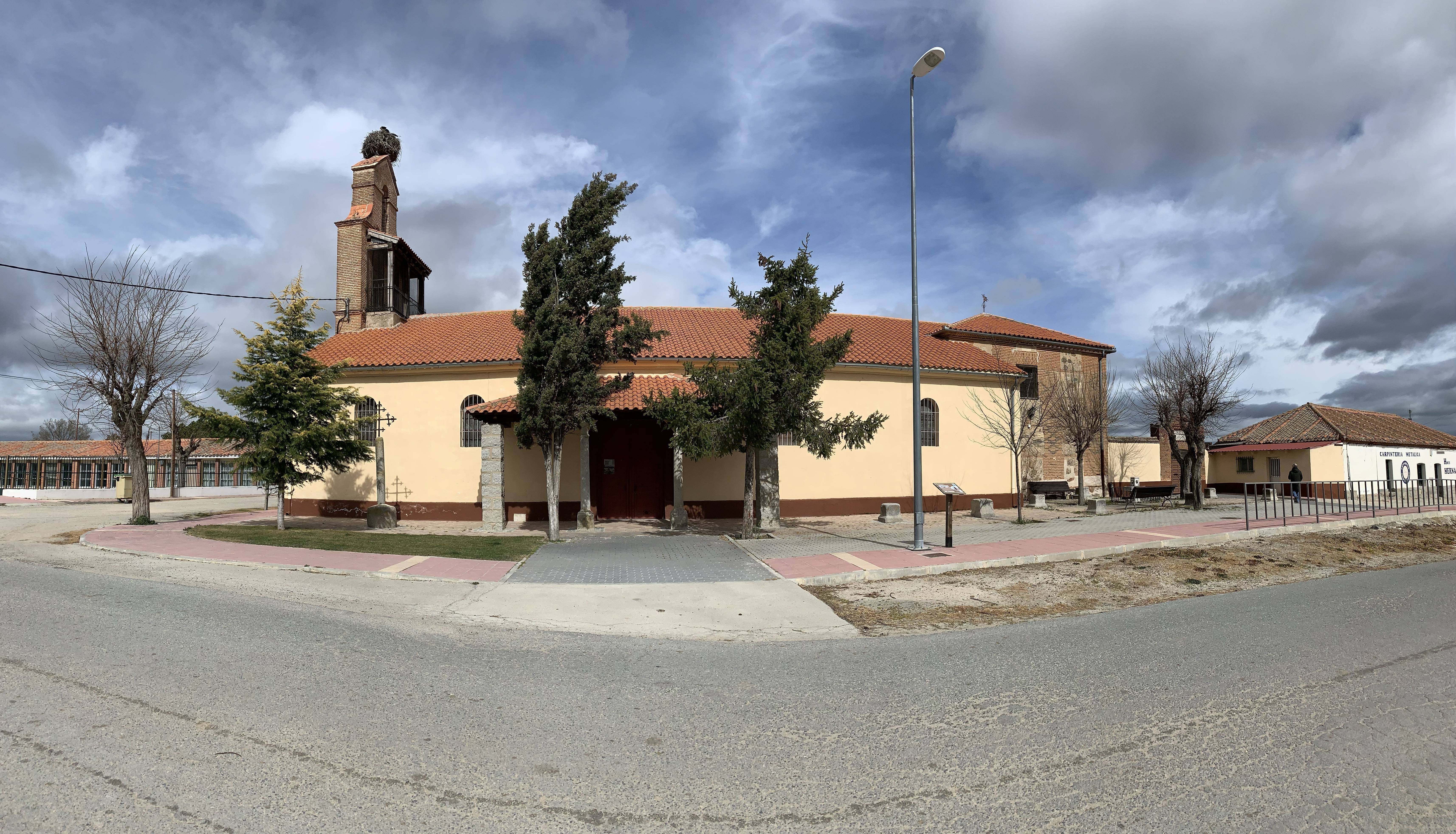
Michaeliskirche
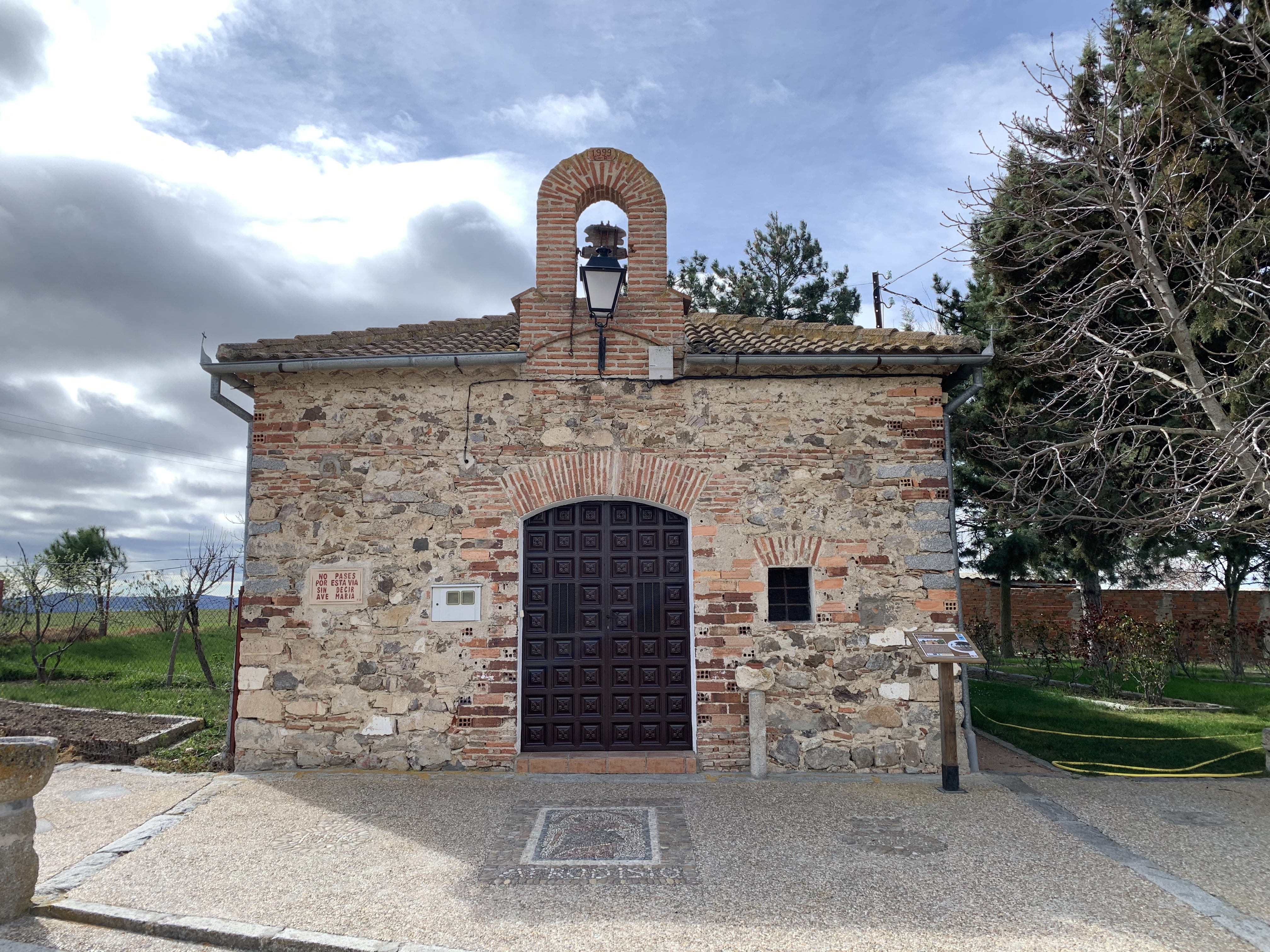
Marienkapelle
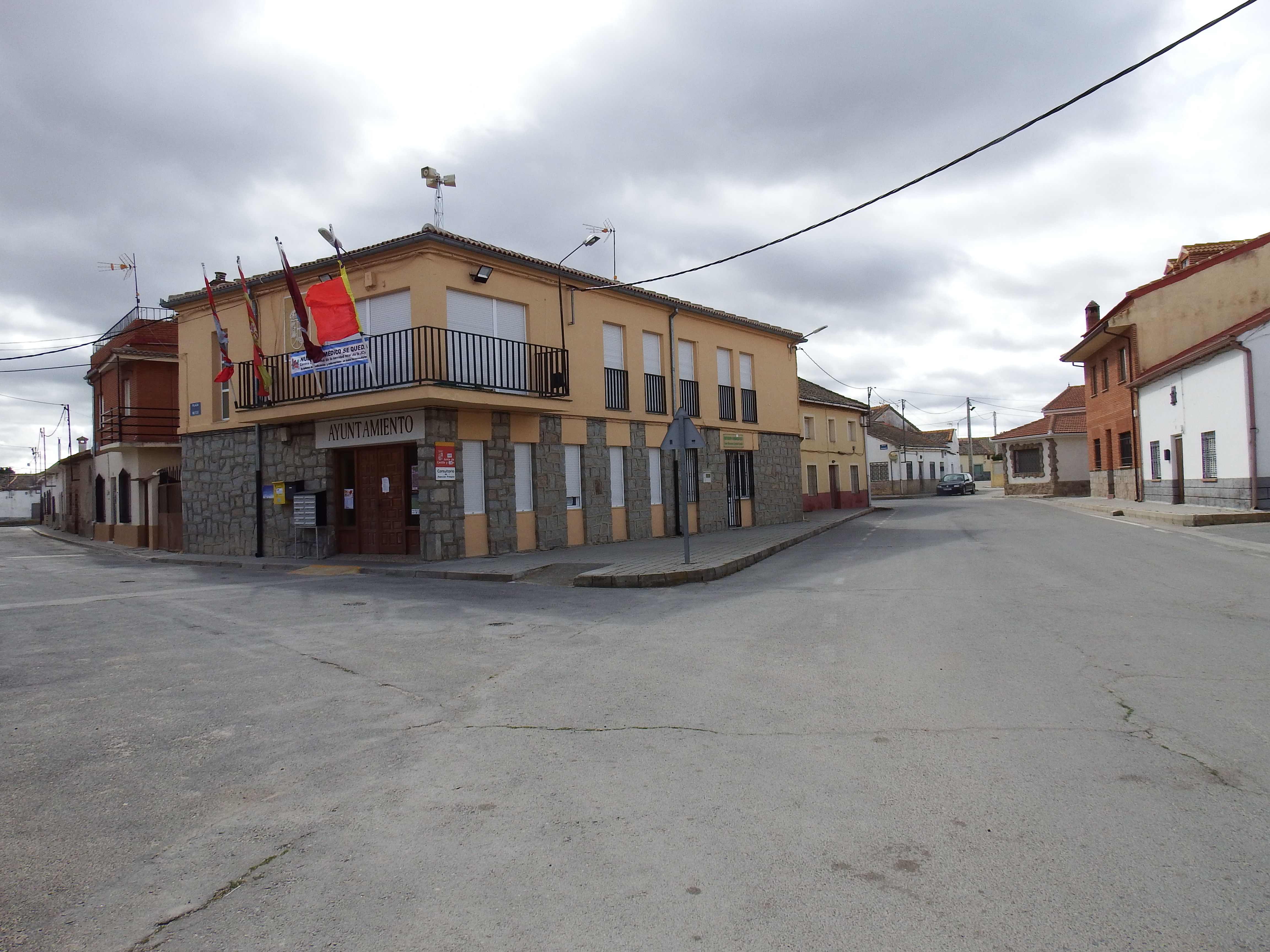
Barbarakapelle in Moñibas

- Michaeliskirche
- Marienkapelle
- Rathaus